# 코글리
코글리(영어: cogly)는 주로 일베를 중심으로 하여 게시판에서 토론하는 인터넷 포럼, 대한민국의 인터넷 커뮤니티였다.  가존 명칭은 'cogle'였고, 2011년 6월에 'cogly'로 고정되었다.

## 설립 과정
일베가 점차 활기를 잃어가자 어느 유저가 2011년 4월 구글을 본떠 만든 cogle을 만들어내었고 갤러리의 네임드들을 불러 모았다.

## 역사
코글리는 일명 '검색 사이트'로 시작되었다. 네이버, 구글, 다음, 네이트 등 포털사이트 내의 검색은 물론 디시인사이드, 오늘의유머 등의 커뮤니티 검색과 IP 검색 등 개인의 정보를 손쉽게 알아낼 수 있는 사이트였다. 초창기에는 검색창과 채팅창만 존재했으나 게시판을 신설하기 시작하면서 유머 커뮤니티로 발전하였다. 회원가입 없이 모두가 유동으로 활동하였으나 2012년 5월 회원가입 제도가 생기면서 고정 닉네임과 유동 유저들이 함께 존재하게 되었다.

## 논란

#### 용인 살인사건 범인의 댓글
2013년 3월 9일 코글리 '익명 게시판' 내의 게시물이었던 '콩팥 삽니다'라는 제목의 글에 한 회원이 '이제 20살입니다. 그 전부터 이쪽 세상 알아왔고, 저보다 어린 엘리트들도 많이 봐왔습니다. 연락 부탁드립니다'라는 댓글을 남겼다. 이후 용인 살인사건이 일어나고 범인인 심모군과 코글리 게시물에 댓글을 남긴 사람이 동일인물임이 확인되며 코글리가 뒤늦게 화제가 되었다.

## 성향
코글리는 정치적으로 중립성을 띠며, 좌우 한쪽으로 극히 치우친 게시물은 그 즉시 삭제된다.

## 같이 보기
- 일베저장소
- 디시인사이드
- 루리웹
- MLB파크
- 뽐뿌
- 클리앙
- 82cook
- 오늘의유머